# Cour du Minervois
La cour du Minervois est une voie du 12e arrondissement de Paris, en France.

## Situation et accès
La cour du Minervois est une voie située dans le 12e arrondissement de Paris. Elle débute au 8, rue de Libourne et se termine au 11, place des Vins-de-France.

## Origine du nom

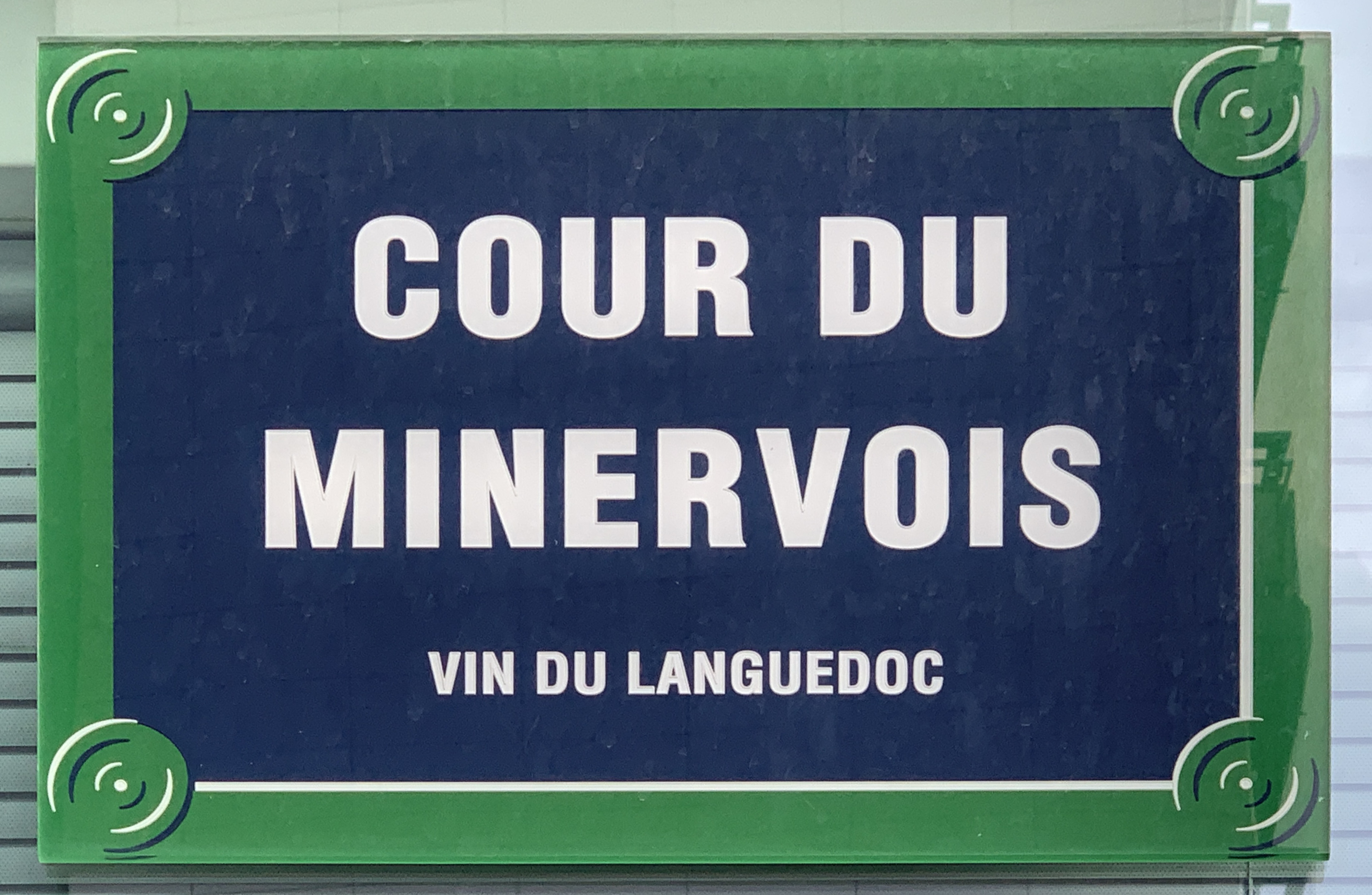
Plaque de la voie.

Elle porte le nom du Minervois, région viticole du bas Languedoc, située entre la montagne Noire et la vallée de l'Orb.

## Historique
La voie est créée dans le cadre de l'aménagement de la ZAC de Bercy et reprend la dénomination d'une voie supprimée qui était située dans les anciens entrepôts de Bercy, par décret municipal du 5 juillet 1993.